# Каракол (водопад)
Каракол (порт. Cascata do Caracol) — водопад в Южной Бразилии на территории одноимённого парка на реке с тем же названием.
Водопад расположен на территории микрорегиона Грамаду-Канела близ города Канелы в штате Риу-Гранди-ду-Сул.

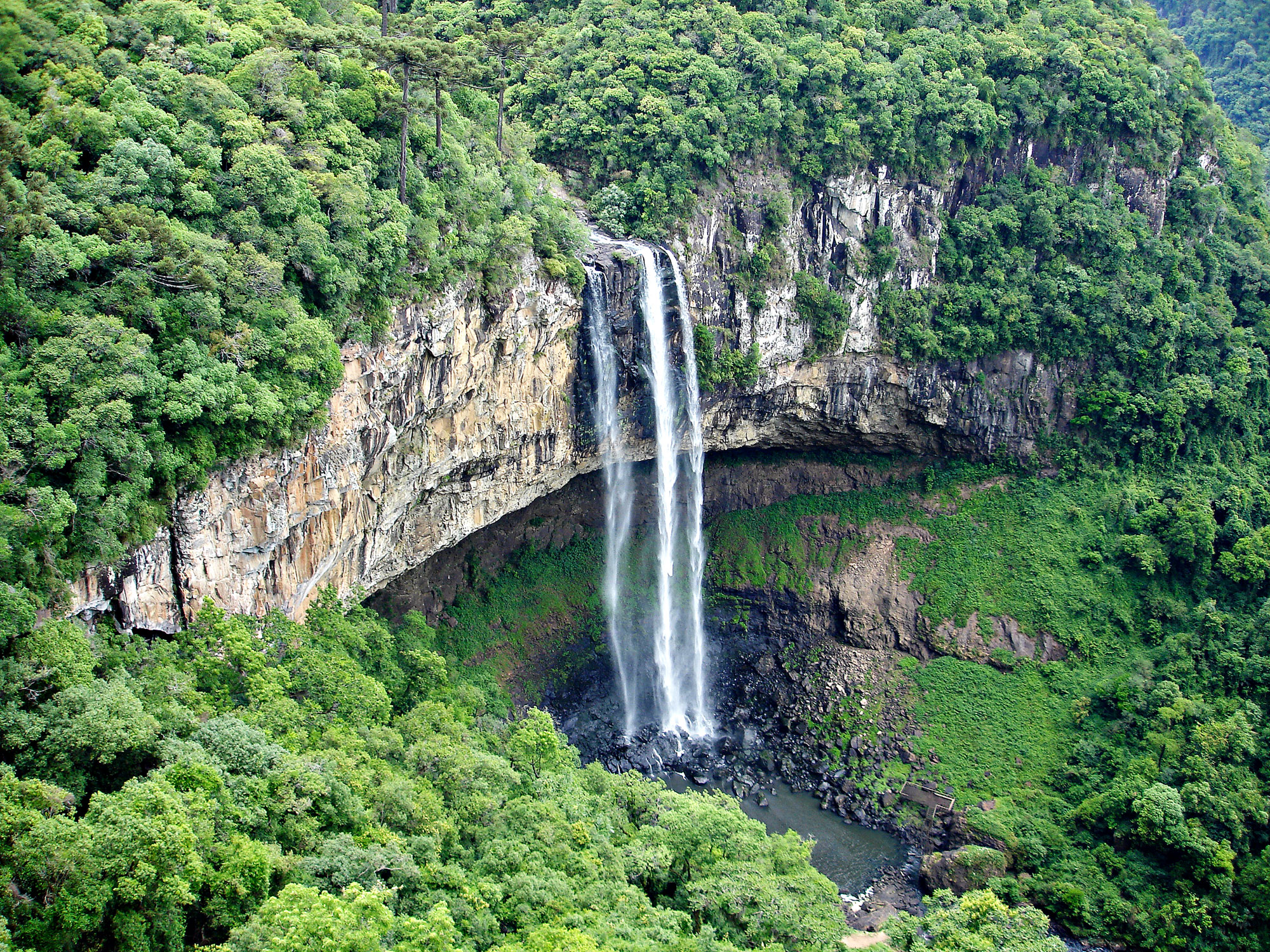

Водопад находится в лесу, падая с базальтовой скалы с высоты 131 м. Это не самый высокий или мощный водопад страны, но близость крупных городов, доступность и живописная местность делает его популярным среди туристов. К основанию водопада построена лестница с 927 ступеньками, многие желающие взбираются на холм, чтобы посмотреть на водопад и сверху.
За несколько дней до посещения водопада Министерство здравоохранения Бразилии рекомендует сделать прививку от жёлтой лихорадки.